# Alfred Pokultinis
Alfred Pokultinis vel Alfred Karczewski vel Alfred Sadowski, pseud.: Fon, Technik (ur. 7 maja?/20 maja 1910 w Carskim Siole, zm. 31 marca 1981 w Rugby w Wielkiej Brytanii) – polski kolejarz, oficer Wojska Polskiego, Armii Andersa, Polskich Sił Zbrojnych na Zachodzie i Armii Krajowej, kapitan piechoty, cichociemny.

## Życiorys
Urodził się w rodzinie Stanisława, urzędnika, i Tekli ze Słudzińskich. Po ukończeniu (na wydziale elektro-mechaniczno-kolejowym) Średniej Państwowej Szkoły Technicznej w Wilnie uzyskał w 1930 roku tytuł technika elektromechanika. Odbywał praktykę w Głównym Urzędzie Pocztowym w Wilnie (1930–1931), następnie uczył się w kompanii łączności Szkoły Podchorążych Rezerwy Łączności w Zambrowie (1931–1932). W latach 1932–1939 pracował jako technik w różnych instytucjach kolejowych.
We wrześniu 1939 roku został wyreklamowany od mobilizacji przez PKP, które skierowały go do kadry oficerskiej DOK III w Grodnie. Został aresztowany 24 marca 1940 roku przez służby radzieckie w Mostach, gdzie prowadził pracę konspiracyjną. Został zesłany do Workuty.
14 marca 1942 roku wstąpił do Armii Andersa, przydzielono go do Zapasowego Batalionu Łączności w Ośrodku Organizacji Armii na stanowisko dowódcy plutonu, a następnie kompanii. Następnie służył w 5 batalionie łączności 3 Brygady Strzelców 5 Wileńskiej Dywizji Piechoty. Jednocześnie uczył się na Kursie Oficerów Łączności.
Zgłosił się do służby w kraju. 29 maja 1943 roku został przydzielony do Sekcji Dyspozycyjnej Naczelnego Wodza. Po konspiracyjnym przeszkoleniu w dywersji i łączności został zaprzysiężony 15 grudnia 1943 roku w Oddziale VI Sztabu Naczelnego Wodza i przetransportowany do Głównej Bazy Przerzutowej w Brindisi we Włoszech. Zrzutu dokonano w nocy z 25 na 26 maja 1944 roku w ramach operacji „Weller 23” dowodzonej przez kpt. naw. Stanisława Daniela (zrzut na placówkę odbiorczą „Koliber 2” 11 km na północ od Bochni). Po aklimatyzacji, w czerwcu dostał przydział do Oddziału I Organizacyjnego sztabu Komendy Głównej AK na stanowisko oficera oddziału. Zajmował się łącznością z obozami jenieckimi.
W czasie powstania warszawskiego początkowo służył jako oficer dyspozycyjny dowódcy Oddziału I sztabu. W pierwszym tygodniu po 1 sierpnia przyłączył się do plutonu por. „Fregaty” walczącego w 44 kompanii Wojskowej Służby Ochrony Powstania IX Zgrupowania Batalionu „Kiliński” operującego w Obwodzie Śródmieście AK. Pomagał w produkcji butelek zapalających.
8 sierpnia został dowódcą kompanii łączności w Grupie Północ, a od 15 sierpnia został szefem łączności tej Grupy na miejsce kpt. Zygmunta Sawickiego „Samulika”, który został ranny. 2 września przeszedł kanałami ze Starego Miasta do Śródmieścia, a po rozwiązaniu Grupy Północ został 5 września dowódcą kompanii łączności Okręgu Warszawskiego i jednocześnie zastępcą szefa łączności komendy tego Okręgu ds. łączności drutowej. 3 września był lekko ranny w czasie walk przed gmachem Adrii.
Po upadku powstania przebywał w obozach niemieckich (Fallingbostel, Bergen-Belsen, Oflag II D Gross-Born, Stalag X B Sandbostel, Oflag X-C Lubeka). Został uwolniony 2 maja 1945 roku przez wojska angielskie. W latach 1945–1947 służył w Polskich Siłach Zbrojnych na Zachodzie.
1 października 1947 zdał końcowy egzamin Kursu Instalacji Elektrycznych w Kinross. Pracował jako technik-kreślarz. Działał w polonijnych środowiskach kombatanckich w Wielkiej Brytanii
W 1978 roku ożenił się z Janiną Dąbrowską. Miał pasierbicę.

## Awanse
- plutonowy podchorąży – wrzesień 1932 roku
- podporucznik – ze starszeństwem od 1 stycznia 1935 roku i 438. lokatą w korpusie oficerów rezerwy piechoty[2]
- porucznik – ze starszeństwem od 10 października 1943 roku
- kapitan – ze starszeństwem od 5 września 1944 roku.

## Odznaczenia
- Krzyż Walecznych – czterokrotnie, w tym jeden 21 sierpnia 1944 roku
- Srebrna Odznaka Honorowa Stowarzyszenia Polskich Kombatantów (1972)
- Odznaka za Wierną Służbę w Stowarzyszeniu Polskich Kombatantów (1978).